# Ètica de la persuasió
L'ètica de la persuasió es refereix als principis morals associats amb l'ús de la persuasió per part d'un orador per a influir en les creences, actituds, intencions, motivacions o comportaments del públic. Un orador pot esforçar-se per:
1. Explorar el punt de vista de l'audiència,
2. Explica el punt de vista de l'orador i
3. Crear resolucions.[1]

L'ètica de la persuasió en àmbits professionals com el periodisme ha rebut certa atenció acadèmica. Baker i Martinson presenten un test basat en cinc principis: veracitat, autenticitat, respecte, equitat i responsabilitat social (destacant la importància del bé comú). Així, la prova TARES (per les seues sigles en anglès) serveix com a mesura de l'adhesió d'un orador a alguns principis ètics en la correspondència persuasiva professional.
Fitzpatrick i Gauthier plantegen diverses preguntes per avaluar l'ètica de la persuasió:
1. Amb quina finalitat s'utilitza la persuasió?
2. Cap a quines opcions i amb quines conseqüències per als individus s'utilitza la persuasió?
3. La persuasió contribueix o interfereix amb els processos de presa de decisions de l'audiència?[3][1]

En resum, l'ètica de la retòrica es refereix a la capacitat d'una persona per a resistir la temptació d'ajudar-se a si mateix fent mal als altres. Un altre exemple de persuasió poc ètica seria utilitzar la persuasió per obtenir beneficis personals sense el coneixement de l'audiència.